# Kerasos
Kerasos (Karesus) – starożytne polis na azjatyckim brzegu Morza Czarnego. Kolonia Synopy.